# Molho tártaro
Molho tártaro é um molho culinário feito à base de maionese. É utilizado frequentemente para acompanhar filetes de peixe, carnes grelhadas, carnes frias e peixes fritos ou grelhados. Seu nome vem do bife tártaro e pertence historicamente à culinária francesa. 

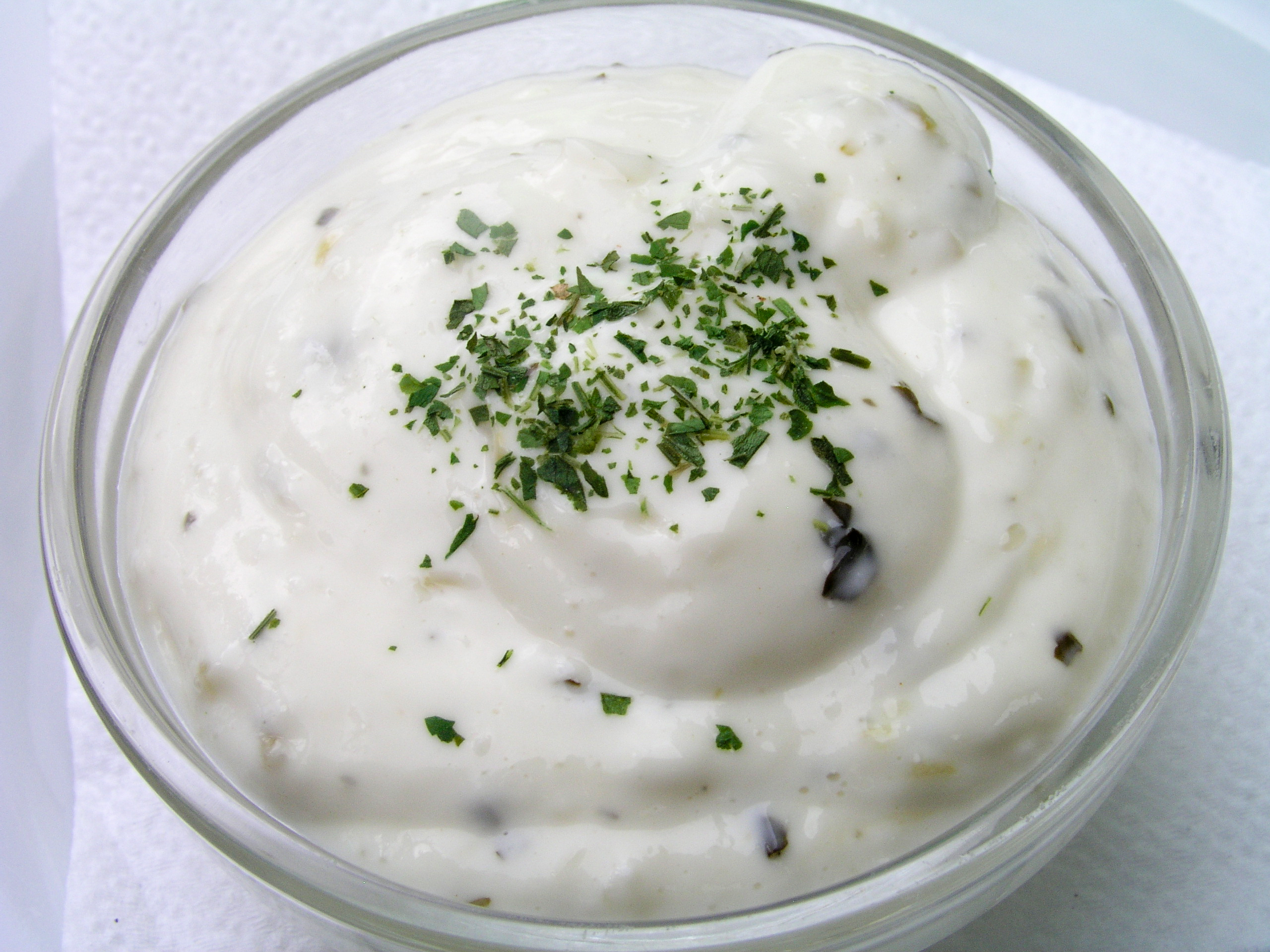
Molho tártaro

## Composição
É baseado em maionese (gema de ovo, vinagre ou suco de limão e óleo) picante ou não, cebolinha picada e, para alguns autores, salsa, cerefólio, estragão, alcaparras e pepinos. A questão da presença ou ausência de mostarda não foi resolvida e pode ser servido frio ou quente. No Reino Unido receitas tipicamente adicionam à base alcaparras, maxixes, suco de limão, e estragão. Nas receitas estadunidenses pode incluir picado de picles ou preparado de pimento verde doce, alcaparras, cebolas (ou cebolinha), e salsa fresca. Por vezes são adicionados rodelas de ovos cozidos ou azeitonas bem como mostarda Dijon.